# 西川公一郎
西川 公一郎（にしかわ こういちろう、1949年2月2日 - 2018年11月28日）は、日本の物理学者。シカゴ大学、ニューヨーク州立大学、東京大学、高エネルギー加速器研究機構、京都大学教授を経て、高エネルギー加速器研究機構素粒子原子核研究所所長を務めた。専門は素粒子物理学。

## 経歴
大阪府出身。1971年に京都大学理学部物理学科卒業。ノースウェスタン大学Ph.D.。
中性K中間子におけるCP非保存の実験、スーパーカミオカンデを用いた大気ニュートリノ振動実験といった実験に参加してきた。その後、茨城県つくば市の高エネルギー加速器研究機構に設置された加速器からニュートリノを放射してスーパーカミオカンデで測定するK2K実験（つくば－神岡間長基線ニュートリノ振動実験）を提案し、実験代表者としてこのプロジェクトを主導した。その結果、ニュートリノの種類が飛行中に変化している証拠が確認され、従来の理論では質量ゼロとされていたニュートリノが質量を持つことが確実になった。その後、茨城県那珂郡東海村に建設された大強度陽子加速器を用いた次世代ニュートリノ振動実験（T2K実験）の実現を推進した。

## 受賞
- 1998年 - 「ニュートリノに質量があることの発見」の業績により朝日賞を受賞（プロジェクトチーム全体での受賞）
- 2005年 - 「加速器ビームによる長基線ニュートリノ振動の観測」の業績により仁科記念賞を受賞
- 2016年 -  基礎物理学ブレイクスルー賞（T2K実験）[2]、ブルーノ・ポンテコルボ賞（ドゥブナ合同原子核研究所）